# 540 pop shove-it
Le 540 pop shove-it est une figure de skateboard, variante du pop shove-it. 
Le skateur, pour réaliser cette figure, doit faire décoller la planche du sol en faisant un ollie « poppé ». Une fois que la planche est en l'air, il s'agit de lui faire effectuer une rotation de 540° (d'où son nom) autour d'un axe vertical, puis de rétablir le skate sur le sol.